# Пирогов Кирило Альфредович
Кирило Пирогов (нар. 4 вересня 1973, Тегеран, Іран) — російський актор театру, кіно і дубляжу, композитор, Заслужений артист Російської Федерації (2005).

## Біографія
Народився 4 вересня 1973 року в Тегерані, його батько працював у сфері зовнішньої торгівлі, займаючись експортом і імпортом важкої дорожньої і будівельної техніки.
У дитинстві Кирило займався в театральній студії під керівництвом Сергія Казарновського, закінчив музичну школу. Батьки бачили для нього майбутнє в більш серйозній професії і хотіли, щоб їхній син навчався в університеті. Однак рішення вже було прийнято, і в 1994 році Кирило закінчив Театральний інститут імені Бориса Щукіна (курс Володимира Іванова). Після чого отримав пропозицію грати в театрі «Майстерня Петра Фоменка» (став першим, кого взяли в театр «з боку»).
Дебют Пирогова в кіно відбувся в 1995 році у фільмі Георгія Данелії «Орел і решка», де він зіграв головну роль, але справжню популярність акторові принесла роль Іллі Сетєвого у фільмі «Брат 2» Олексія Балабанова .
Ставить дипломні вистави в Театральному інституті імені Бориса Щукіна, а також в театрі «Майстерня Петра Фоменка».
Фігурант бази даних центру «Миротворець» (незаконна гастрольна діяльність на території окупованого РФ Криму).

## Визнання і нагороди
- Лауреат премії ім. К. С. Станіславського в номінації «Майстерність актора» (чоловіча роль).
- Премія «Ніка-95» за найкращий кінодебют (за фільм «Орел і решка») (1995).
- Премія кінокритиків за найкращий акторський кінодебют на кінофестивалі в Гатчині «Література і кіно» (1996, за фільм «Орел і решка»).
- Диплом кінопреси за найкращий акторський дебют 1995 року
- Премія «За найкраще виконання головної чоловічої ролі» на Четвертому фестивалі телевізійного художнього кіно «Сполохи» в 2003 році.
- Лауреат театральної премії " Чайка " в номінації «Синхронне плавання» — за акторський ансамбль спектаклю «Три сестри» (2004).
- Лауреат премії «Молодіжний Тріумф» 2004 р
- Премія «Чайка-2006» в номінації «Головний герой» за роль Беранже у виставі «Носоріг».
- Був номінований, як найкращий композитор, за музику до фільму «Пітер FM» на Російську національну кінопремію «Золотий орел-2006», національну премію Російських кінокритиків «Білий слон-2007» та кінопремію «Ніка-2007».
- Премія Москви в галузі літератури і мистецтва в 2007 року в номінації «Театральне мистецтво» за виконання головної ролі у виставі «Три сестри».
- 2008 р — Премія фестивалю «Золотий Витязь». Номінація «Театр — Велика форма» «Найкраща чоловіча роль» за роботу у виставі «Носоріг», а весь акторський склад «Носорога» відзначений Дипломом за «Найкращий акторський ансамбль».
- Лауреат премії Станіславського (2009).
- Приз за найкращу чоловічу роль імені Михайла Ульянова 10-го Московського фестивалю вітчизняного кіно «Московська прем'єра» за роль Чехова у фільмі «Прихильниця» (2012).

## Творчість

### Ролі в театрі
- «Шум і лють» за романом Вільяма Фолкнера — Квентін
- «Балаганчик» — Людина в пальто, Перший містик, Чорний плащ
- «Таня-Таня» Олі Мухіної — Хлопчик
- «Дванадцята ніч» Вільяма Шекспіра — Антоніо, Себастьян
- «Місяць у селі» Івана Тургенєва — Бєляєв[3]
- «Чичиков. Мертві душі, том II» за Миколою Гоголем — Генерал-губернатор
- «Пригода» Марини Цвєтаєвої — 2-й іспанець, 2-й француз
- «Володимир III ступеня» за Миколою Гоголем — Петро
- «Варвари» Максима Горького — Лукін
- «Танці на свято врожаю» Брайна Фріла — Майкл
- «Божевільна із Шайо» Жана Жироду — Вуличний музикант
- «Війна і мир. Початок роману. Сцени» за романом Лева Толстого — Долохов, Микола Ростов
- «Отруєна туніка» Миколи Гумільова — Імр
- «Три сестри» Антона Чехова — Тузенбах
- «Носоріг» Ежена Йонеско — Беранже
- «Казка Арденнского лісу» Юлія Кіма за комедією Вільяма Шекспіра «Як вам це сподобається» — Жак-меланхолік
- «Вовки і вівці» Олександра Островського — Горецький
- «Триптих» за творами Олександра Пушкіна — Лідін, Дон Гуан, Фауст
- «Сімейне щастя» за повістю Лева Толстого — Француз, Кавалери на балу
- «Театральний роман (Записки небіжчика)» за Михайлом Булгаковим — Сергій Леонтійович Максудов
- "Сон в літню ніч " Вільяма Шекспіра — Френсіс Дудка

### Фільмографія
| Рік  |    | Назва                                  | Роль                                                           |    |
| ---- | -- | -------------------------------------- | -------------------------------------------------------------- | -- |
| 1995 | ф  | Орел і решка                           | Олег Чагін                                                     | ру |
| 2000 | ф  | Брат 2                                 | Ілля Мережевий                                                 | ру |
| 2001 | ф  | Сестри                                 | бандит                                                         | ру |
| 2002 | с  | Щоденник вбивці                        | Микола Воїнів                                                  | ру |
| 2003 | ф  | Прогулянка                             | акордеоніст                                                    | ру |
| 2002 | мф | Азазель                                | Микола Степанович Ахтирцев                                     | ру |
| 2004 | с  | Червона капела                         | Гілель Кац                                                     | ру |
| 2005 | ф  | Піжмурки                               | Кат                                                            | ру |
| 2006 | ф  | Пітер FM                               | Гліб                                                           | ру |
| 2006 | ф  | Ранок                                  | клієнт                                                         | ру |
| 2006 | с  | Доктор Живаго                          | Михайло Гордон                                                 | ру |
| 2007 | ф  | Агітбригада «Бий ворога!»              | Вадим                                                          | ру |
| 2007 | с  | Куратор                                | Тузов, кишеньковий злодій                                      | ру |
| 2008 | ф  | Гра                                    | Олег Павлович Кузьмін                                          | ру |
| 2009 | ф  | Залюднений острів: Фільм перший        | Свекор                                                         | ру |
| 2008 | ф  | Плюс один                              | закадровий текст                                               | ру |
| 2009 | ф  | Зниклі                                 | Топорков                                                       | ру |
| 2010 | ф  | Йосип Бродський. Розмова з небожителем | закадровий текст - Йосип Бродський                             | ру |
| 2011 | с  | Одкровення                             | Листок                                                         | ру |
| 2012 | ф  | Прихильниця                            | Антон Павлович Чехов                                           | ру |
| 2014 | ф  | Розкоп                                 | Павло                                                          | ру |
| 2015 | ф  | Збережи мою мову назавжди              | закадровий текст - батько Осипа Мандельштама                   | ру |
| 2016 | ф  | Розбуди мене                           | Стас                                                           | ру |
| 2017 | с  | Троцький                               | Іван Ільїн                                                     | ру |
| 2017 | с  | Територія                              | Артем Савченко (Сава)                                          | ру |
| 2018 | с  | Макмафія                               | Ілля Федоров, офіцер Федерального розвідувального агентства РФ | ру |
| 2019 | ф  | Братство                               | «майор» Микола Дмитрович                                       | ру |
| 2019 | ф  | Портрет незнайомця                     | Олег                                                           | ру |
| 2020 | ф  | Код: Залізна кора                      | Грибанов, офіцер КДБ                                           | ру |

### Аудіокниги і радіоспектаклі
- Данте Аліг'єрі. «Божественна комедія. Пекло» (Видавництво: Auravox, 2005)
- Ф. М. Достоєвський. «Білі ночі» (Видавництво: AURAVOX, 2005) — Мрійник
- І. Бабель. «Як це робилося в Одесі» (Видавництво: компанія «Сідіком», 2006) — текст від автора
- М. В. Гоголь. «Одруження» (Радіо Росії, 2007) — Кочкарьов Ілля Хомич, товариш Подколєсіна
- Г. Х. Андерсен. «Тінь», «Соловей», «Старий вуличний ліхтар», «Оле Лукоє» (Радіо Росії)
- А. і Б. Стругацькі. «Понеділок починається в суботу» (Радіо Росії, 2007) — Олександр Привалов
- А. П. Чехов. «Будинок з мезоніном» (Радіо Росії, 2008)
- К. Чапек. «Війна з саламандрами» (Радіо Росії, 2008) — текст від автора
- Ф. Скотт Фіцджеральд. «Великий Гетсбі» (Радіо Росії, 2009) — Нік Каррауей
- І. Бунін. «Ліка» (Радіо Культура, 2010)
- П. П. Бажов. «Сочнева камінчики» (Радіо Росії, 2010)
- Б. Вербер. «Імперія ангелів» (Видавництво: проект «EXIT», 2011) — текст від автора
- Михайло Булгаков, Олена Булгакова. «Щоденник Майстра і Маргарити» (Радіо Культура, 2011) — Михайло Булгаков
- В. Орлов. «Альтист Данилов» (Радіо Росії, 2012) — текст від автора
- М. Агєєв. «Роман з кокаїном» (Видавництво: Союз, 2014 року)
- А. Купрін. «Тапером» (Радіо Росії, 2014 року)
- А. П. Чехов. «Шампанське» (Радіо Росії, 2015)
- А. П. Чехов. «Новорічна катування» (Радіо Росії, 2015)
- І. С. Тургенєв. «Перше кохання» (Радіо Росії, 2015)